# Hiyoshi (Kyoto)
Pour les articles homonymes, voir Hiyoshi.
Hiyoshi (日吉町, Hiyoshi-chō) est un ancien bourg de la préfecture de Kyoto, ayant existé jusqu'au 1er janvier 2006, date de sa fusion avec les bourgs de Yagi, Miyama et Sonobe pour former la ville de Nantan. Il faisait partie du district de Funai.

## Géographie

### Topographie et hydrographie
Au moment de sa fusion, Hiyoshi occupait une superficie de 123,82 kilomètres carrés. Situé au centre-est du district de Funai, au centre de la préfecture, dans les terres hautes du Tamba (ja), il s'agit de la plus grande municipalité de Funai,. Hiyoshi fait environ 11 kilomètres d'est en ouest et 10 kilomètres du nord au sud et peut être divisé en deux parties : le nord-ouest, situé dans le bassin de la rivière Hatagō (畑郷川), qui se jette dans la rivière Takaya (高屋川), un tributaire du fleuve Yura, est appelé le plateau de Goma (胡麻高原), tandis que le reste du bourg est composé de terres arables et de petits hameaux le long des vallées des rivières Nakaseki (ja) (中世木川), Kozumi (ja) (木住川), Tawara (ja) (田原川), Goma (ja) (胡麻川) et Shiwaga (志和賀川), tous des tributaires de l'Ōi (大堰川), une importante rivière qui coule au sud de Hiyoshi.

### Villes limitrophes

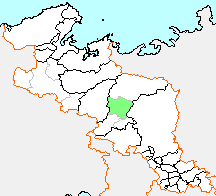
Localisation de Hiyoshi dans la préfecture (tracés territoriaux du 12 mars 2007).

Entités territoriales limitrophes à la date de la fusion du 1er janvier 2006. À sa fondation le 1er avril 1955, Hiyoshi est entouré à partir du nord, en sens horaire, des bourgs de Miyama (美山町) et de Keihoku (京北町), tous deux du district de Kitakuwada, et des bourgs de Yagi (八木町), Sonobe (園部町), Tanba (丹波町) et Wachi (和知町), tous quatre du même district de Funai. Le 1er avril 2005, Keihoku est intégré à l'arrondissement d'Ukyō (右京区) de la ville de Kyoto, puis le 11 octobre de la même année, Wachi, Tanba et le bourg de Mizuho (瑞穂町) fusionnent pour créer le bourg de Kyōtamba (京丹波町).

## Histoire
Durant la période Heian (794-1185), après la rébellion de Hōgen de 1156 et la rébellion de Heiji de 1160, l'empereur Go-Shirakawa (後白河天皇) accorde à Minamoto no Yorimasa (源 頼政), qui lui est resté fidèle, des terres dans la province de Tamba, dont Gokashō (五ヶ荘), dans l'actuel Hiyoshi.
Le bourg moderne de Hiyoshi est créé le 1er avril 1955 par la fusion des villages de Gokashō (ja) (五ヶ荘村), Gomagō (ja) (胡麻郷村) et Seki (ja) (世木村). En avril 1998, le barrage de Hiyoshi ouvre, dans le but de réguler le débit de la Katsura, en plus de fournir des réserves en eau pour la population de la région du Keihanshin. Le 1er janvier 2006, après des ententes, Hiyoshi fusionne avec les bourgs voisins de Yagi (八木町), Miyama (美山町) et Sonobe (園部町), tous du district voisin de Funai, pour former la ville de Nantan (南丹市), qui signifie « Tamba sud », en référence à la position de la nouvelle municipalité, au sud de l'historique province de Tamba. Avant la fusion, Hiyoshi souffre de l'exode rural qui touche l'entièreté du Japon depuis l'Après-guerre.

## Éducation
On y trouve trois écoles primaires, celles de Tonoda (南丹市立殿田小学校), de Gomagō (南丹市立胡麻郷小学校) et de Gokashō (南丹市立五ケ荘小学校), fermée le 31 mars 2007 après la fusion, en plus d'un collège, celui de Tonoda (ja) (南丹市立殿田中学校). L'Université Meiji de Médecine orientale (ja) (明治国際医療大学) est aussi située à Hiyoshi.

## Économie
Hiyoshi vit principalement de l'agriculture et de la sylviculture. D'autres industries importantes sont l'élevage laitier et la culture du champignon shitaké.

## Culture et patrimoine
On y trouve le barrage de Hiyoshi (en), plus grand barrage du Kansai ouvert au public avec un centre d'interprétation pour les visiteurs. Tout près se trouve la halte routière Springs Hiyoshi (道の駅スプリングスひよし).
Plusieurs bâtiments religieux sont à Hiyoshi, dont le sanctuaire shinto Taji-jinja (ja) (多治神社), fondé durant l'ère Keiun (704-708) protégé au niveau préfectoral, où se déroule le festival Tahara no Onda (田原の御田) en mai pour prier pour des bonnes récoltes, le sanctuaire shinto Hiyoshi-jinja (日吉神社) de Gomagō, où s'y déroule en octobre le « Mabaseke » (馬馳け), une course où trois cavaliers galopent devant le sanctuaire puis tirent des flèches sur des cibles, ainsi que l'autel bouddhiste Tamaiwa Jizō-dō (玉岩地蔵堂), où est enchassé un jizō, l'Enmei Koyasu Jizō (延命子安地蔵). Selon la légende, une monniale du nom de Happyakubikuni (八百比丘尼), qui effectuait un pèlerinage depuis la province de Wakasa en transportant un jizō, aurait remonté la pente Ebi-zaka (海老坂) dans l'actuel Hiyoshi et le jizō y est resté immobile ; ainsi, elle y aurait construit un petit autel pour le jizō. Au temple bouddhiste Fumon-in (普門院) de Hiyoshi est organisé chaque 24 août le festival du feu.
Le site d'Umewakayashiki (梅若屋敷跡) est un site historique à Hiyoshi centré autour de l'ancienne demeure de la famille Umewaka, connue pour le Sarugaku de la province de Tamba (丹波猿楽, Tamba-sarugaku), un type de théâtre. Durant l'ère Bunmei (1469-1489), la famille reçoit le titre de « waka » (若) de l'empereur Go-Tsuchimikado et change son nom en Umewaka. On trouve aussi un musée municipal d'histoire.

## Transports
Hiyoshi est desservi par la ligne principale San'in de JR West, aux gares de Hiyoshi, de Shinkyū-Daigaku-mae et de Goma (ja).
Les routes préfectorales 19 (ja), 50 (ja), 78 (ja),80 (ja), 364 (ja), 443 (ja) et 445 (ja) passent dans Hiyoshi.

## Jumelages
- Clutha (Nouvelle-Zélande), signé le 7 novembre 2002, renouvelé par la ville de Nantan après la fusion[8]